# Солњечни
Солњечни (рус. Солнечный) насељено је место у рангу варошице (рус. посёлок городского типа) са административним статусом затвореног града на северозападу европског дела Руске Федерације. Налази се на северозападу Тверске области и у административно-политичком смислу део је истоименог градског округа, и у рангу је са рејонима.
Према проценама националне статистичке службе, у вароши је 2014. живело 2.205 становника.

## Географија
ЗАТО Солњечни се налази на острву Городомља у јужном делу језера Селигер, на око 6 километара северније од града Осташкова, административног центра Осташковског рејона. Површина острва је 3,14 км². Насеље је са свих страна окружено шумом која га штити од јаких ветрова који дувају са језера.

## Историја
Острво је 1629. постало власништво мушког манастира Нилова испосница, а тек крајем XIX века на истоку острва је подигнута Гетсиманска испосница у којој су боравили старији монаси из манастира.
У периоду 1890/91. на острву је боравио чувени руски сликар Иван Шишкин.
Године 1936. на острво је из Суздаља премештена лабораторија чији циљ је био рад на испитивању и развоју биолошког оружја.
После Другог светског рата на острво је доведена група немачких инжењера из Источне Немачке који су заједно са совјетским радили на развијању одређених врста рекетних система.
У варошици данас ради фабрика „Звезда“ која се бави производњом жироскопа за ракетне системе. Фабрика је под директном ингеренцијом Роскосмоса.

## Демографија
Према подацима са пописа становништва 2010. у вароши је живело 2.242 становника, док је према проценама за 2014. насеље имало 2.205 становника.
| 1989. | 2002. | 2010. | 2014.  |
| ----- | ----- | ----- | ------ |
| ---   | 2,108 | 2,242 | 2,205* |

Напомена: * према проценама националне статистичке службе.